# Vönöck
Vönöck is een plaats (község) en gemeente in het Hongaarse comitaat Vas. Vönöck telt 831 inwoners (2001).